# District historique de Jenny Lake Ranger Station
Le district historique de Jenny Lake Ranger Station – ou Jenny Lake Ranger Station Historic District en anglais – est un district historique du comté de Teton, dans le Wyoming, aux États-Unis. Situé près du lac Jenny au sein du parc national de Grand Teton, il est inscrit au Registre national des lieux historiques le 23 avril 1990. Caractérisé par son emploi du style rustique du National Park Service, il est composé de la Jenny Lake Ranger Station, du Jenny Lake Visitor Center et de deux blocs sanitaires.